# St. Josef-Stiftung
Die St. Josef-Stiftung ist eine privatrechtliche Schweizer Stiftung im Sinne von Art. 80 ff. ZGB mit Sitz in Bremgarten AG. Sie widmet sich der Schulung, Betreuung und Pflege von Menschen mit einer geistigen Behinderung.
Die St. Josef-Stiftung bildet, begleitet und unterstützt Kinder, Jugendliche und Erwachsene mit hauptsächlich kognitiven Beeinträchtigungen oder anderen Entwicklungsauffälligkeiten. Ziel ist es, diesen Menschen ein möglichst selbstbestimmtes, in unsere Gesellschaft integriertes Leben zu ermöglichen. Diesen Auftrag erfüllt die Stiftung seit 1889.
Die St. Josef-Stiftung ist eine bedeutende Arbeitgeberin in Bremgarten. Über 400 Mitarbeitende betreuen in der Heilpädagogischen Schule, auf den Wohngruppen, in der Abteilung Arbeiten und Erleben und in der Physio- Ergotherapie etwa 200 Menschen. Hinzu kommen über 330 Kinder aus der Region, die regelmässig die Angebote heilpädagogische Früherziehung, Logopädie im Frühbereich und Psychomotorik nutzen.
Das weitläufige Gelände bietet viele Möglichkeiten zum Spielen und Verweilen. Der Tierpark Tipajo erfreut Besuchende jeden Alters. Das einladende Restaurant JoJo ist 365 Tage im Jahr geöffnet. Seit 2025 steht der Seminarbereich im 7. Stock des Hauses Allegra Firmen und Vereinen für Sitzungen und Tagungen zur Verfügung.

## Stiftungszweck
„Die Stiftung bezweckt die Bildung, Begleitung und Unterstützung von Kindern, Jugendlichen und Erwachsenen mit primär kognitiven Beeinträchtigungen oder anderen Entwicklungsauffälligkeiten. 
Dafür betreibt sie 
- eine Heilpädagogische Schule und Wohnangebote für Kinder und Jugendliche
- Wohn- und Tagesstrukturangebote sowie geschützte Arbeitsplätze für Erwachsene
- Ambulante heilpädagogische und therapeutische Angebote
- Weitere Leistungen zur Unterstützung der Inklusion von Menschen mit Beeinträchtigungen und Entwicklungsauffälligkeiten. 
Zur Förderung des Zwecks und zur Unterstützung der Inklusion können Nebenleistungen erbracht werden. 
Zur Erreichung ihres Zwecks kann die Stiftung Liegenschaften erwerben, veräussern, überbauen, belehnen, mieten und vermieten. Sie kann überdies mit anderen Organisationen und Firmen Kooperationen eingehen, Organisationen und Firmen gründen, sich an solchen beteiligen oder sie erwerben. 
Das Einzugsgebiet umfasst hauptsächlich die Bezirke Bremgarten und Muri, im Bedarfsfall den ganzen Kanton Aargau und auch übrige Kantone.“

## Tätigkeitsfelder und Angebote

### Fachangebote
- Heilpädagogische Schule: Kindern und Jugendlichen mit kognitiven oder mehrfachen Beeinträchtigungen gewährleistet die Stiftung ihr Anrecht auf Bildung in einem geschützten Rahmen. Unterschiedliche Angebote ermöglichen eine individuelle, heilpädagogische Förderung interner und externer Kinder und Jugendlicher von 4 bis 20 Jahren.
- Wohnen Kinder: Für Kinder und Jugendliche im Alter von 4 bis 20 Jahren mit einer kognitiven oder einer mehrfachen Beeinträchtigung, die aus unterschiedlichen Gründen nur teilweise bei ihren Angehörigen leben können, bietet die Stiftung Wohn- und Entlastungsplätze an. In den alters- und geschlechterdurchmischten Wohngruppen leben maximal sieben Kinder und Jugendliche mit unterschiedlichem Leistungsvermögen in familienähnlichen Systemen zusammen.

- Wohnen, Arbeit und Erleben für Erwachsene:
  - Das Angebot umfasst Wohnplätze, welche an 365 Tagen im Jahr und rund um die Uhr betreut sind. Dabei umfasst das Angebot der Stiftung sowohl Wohnformen mit hoher Betreuungsintensität als auch Betreuung nach Bedarf.
  - Bei Arbeiten und Erleben begegnen die Klientinnen und Klienten anderen Menschen, sie erleben Beziehungen und nehmen sich als handelnde Person wahr. Das Angebot Arbeiten und Erleben orientiert sich an der UNO-BRK. Wir ermöglichen der Klientel, dass sie von Montag bis Freitag mindestens einmal am Tag ausserhalb der Wohngruppe „tätig“ sein können. .

- Psychomotorik-Therapie: Das Psychomotorik-Angebot der St. Josef-Stiftung richtet sich an Kinder und Jugendliche der Volksschule, die in ihrem Bewegungserleben, im Wahrnehmungsbereich und ihrem Beziehungsverhalten auffällig sind. Psychomotorik-Therapie ist auch angezeigt, wenn Kinder in ihren Entwicklungs- und Ausdrucksmöglichkeiten Mühe haben. Dies zeigt sich konkret zum Beispiel durch ausgeprägte Unruhe, Ungeschicktheit, Gehemmtheit, übertriebene Unsicherheit und Unselbständigkeit sowie nicht altersgemäss kleinkindliches Verhalten. Zum Angebot gehören Bedarfsabklärungen und Therapie, aber auch Beratungen von Bezugspersonen der Kinder (Eltern, Lehrpersonen und weitere Fachkräfte).

- Heilpädagogischer Früherziehung: Die heilpädagogische Früherziehung fördert Säuglinge und Kleinkinder mit Behinderungen, Verhaltensauffälligkeiten oder Beeinträchtigungen in der Gesamtentwicklung ab Geburt bis zum Ende des Kindergartens. Die Beratung der Eltern ist ein wichtiger Teil unserer Arbeit. Wir betreuen Kinder und Eltern der Bezirke Bremgarten und Muri.
- Logopädie im Frühbereich: Sie unterstützt Kinder mit Sprachentwicklungsverzögerungen, Sprachentwicklungsstörungen oder Risiken für die Sprachentwicklung ab 2 Jahren bis zum Eintritt in den Kindergarten. Die Beratung der Eltern ist ein wichtiger Teil unserer Arbeit. Wir betreuen Kinder und Eltern der Bezirke Bremgarten und Muri.

- Physio- und Ergotherapie: In der Stiftung ist die Abteilung spezialisiert auf Klientel aus den Bereichen Neurologie, Orthopädie/Chirurgie, der inneren Medizin und Rheumatologie. Ebenso werden Menschen mit sensomotorischen Auffälligkeiten, Aufmerksamkeitsstörungen und/oder Wahrnehmungsproblematiken therapiert.

- Medizinischer Dienst: Angebot zur Begleitung von Betreuten, Mitarbeitenden und Eltern. Ausgebildete Pflegefachpersonen beraten, unterstützt von Fachärzten, die Betreuenden, Eltern oder Therapeuten bezüglich Gesundheitsfragen, medizinischer Therapien und Behandlungen bei Krankheit, führen ärztlich verordnete Therapien durch und vermitteln neue Pflegetechniken. Bei Notfällen innerhalb des Stiftungsareals leistet der Medizinische Dienst erste Hilfe.

### Spielplätze, Spielwiese und Tierpark
- Die Stiftung stellt ein breites Spielangebot für Kinder aller Altersklassen zur Verfügung – von der Kinderschaukel bis zum Fussballplatz.
- Der Tierpark „Tipajo“, eingebettet in die parkähnliche Anlage des Stiftungsareals, beherbergt eine grosse Zahl verschiedener, meist zutraulicher Tiere, wobei die Bewohner der Stiftung nach Möglichkeit in die Pflege der Tiere einbezogen werden.

### Gastronomie und Seminare
- Eigenes, öffentliches Restaurant JoJo und
- Seminarangebot im 7. Stock Haus Allegra
- Party- und Veranstaltungsservice für die gesamte Region an 365 Tagen im Jahr

### Kultur
- Pflege der eigenen Kulturgüter (ehemaliges Kapuzinerkloster, Kapuzinerkirche etc.) in enger Zusammenarbeit mit der Denkmalpflege
- Begehen der kirchlichen und weltlichen Feste im Jahreskreis gemeinsam mit den Betreuten, deren Angehörigen, den Stiftungsangehörigen und der breiteren Öffentlichkeit
- Ausstellungen
- Gottesdienste
- Konzerte
- Fasnachtsball
- etc.

### Interne Dienste
- Medizinischer Dienst: medizinische Versorgung der Menschen mit Beeinträchtigung im Rahmen einer ganzheitlichen Gesundheitspflege
- Ökonomie: Versorgung der Stiftung. Hauptaufgaben: Reinigung, Wäscherei, Unterhalt und Werterhaltung der Mobilien und Immobilien, Personen- und Objektschutz
- Administration: Buchhaltung/Rechnungswesen, Personaldienst, Informatik, Sekretariat und Empfang
- Kinderhort Flügepilz für Mitarbeitende und Öffentlichkeit

### Seelsorge und Religionsunterricht
- Ingenbohler Schwestern: Heute lebt noch eine kleine Gemeinschaft im Personalhaus.
- Kapuziner: Zurzeit wohnt noch ein Pallottinerpater auf dem Areal der Stiftung.

### Aus-, Fort- und Weiterbildung
Als einer der grössten Arbeitgeber der Region engagiert sich die Stiftung intensiv in der Aus-, Fort- und Weiterbildung von Mitarbeitenden. Zwischen 30 und 40 Lehrplätze stehen ständig zur Verfügung. Angeboten werden folgende Ausbildungen, teilweise auch in Form eines Praktikums:
- Sozialpädagogin/Sozialpädagoge
- Fachfrau/Fachmann Betreuung, Fachrichtung Menschen mit Beeinträchtigung
- Heilpädagogin/Heilpädagoge
- Fachfrau/Fachmann Betreuung, Fachrichtung Kinderbetreuung
- Heilpädagogin, Früherzieherin
- Psychomotorik-Therapeutin
- Kauffrau/Kaufmann
- Koch
- Fachfrau/Fachmann Betriebsunterhalt EFZ/EBA
- Fachfrau/Fachmann Hauswirtschaft EFZ/EBA
- Pra Hauswirtschaft Insos
- Gärtner/Gärtnerin EBA

## Geschichte (Überblick)
Die Stiftung wurde am 10. Dezember 1889 im ehemaligen Bremgartner Kapuzinerkloster, das nach der Aufhebung aller Klöster im Kanton Aargau im Jahr 1841 fast 50 Jahre leer gestanden hatte, nach Restauration und Umbau mit einem Kinderheim für geistig Behinderte („Anstalt St. Joseph“) offiziell eröffnet. Für die Führung wurden Ordensfrauen der Kongregation der Barmherzigen Schwestern vom Heiligen Kreuz Ingenbohl gewonnen. Zur kontinuierlichen Unterstützung und insbesondere der Regelung aller auftretenden rechtlichen, organisatorischen und finanziellen Fragen wurde ein Hilfsverein gegründet. 1944 wurde die Stiftung in „St. Josefsheim Bremgarten“ umbenannt.
1948 erfolgte die Gründung der eigentlichen Stiftung unter dem Namen „St. Josefsheim Bremgarten“, und der Hilfsverein wurde durch einen Stiftungsrat als Träger abgelöst.
1955 konnten Schulhaus und Turnhalle eingeweiht sowie eine Unterführung der Bremgarten-Dietikon-Bahn erstellt werden.
Mit Inkrafttreten der Schweizerischen Invalidenversicherung im Jahr 1960 wurde die Erziehung und Bildung geistig behinderter Kinder als öffentliche Aufgabe anerkannt, sodass die Stiftung in der Folge ihr Förderangebot deutlich ausbauen konnte. Zu Anfang der Siebzigerjahre wurden die eigenständigen Bereiche Psychomotorik-Therapie und Heilpädagogischer Dienst Früherziehung ins Leben gerufen. Im Jahr 1974 erfolgte die Eröffnung der Heimerzieherschule, der späteren Fachschule für sozialpädagogische Berufe.
1975 wurde der Zentralbau bezogen.
1983 wurden die ersten Wohngruppen für gewöhnungsfähige und schwerstbehinderte Erwachsene eröffnet. Im Jahr 1987 wurde die Geschäftsführung vom Institut Ingenbohl an den Stiftungsrat übergeben. Im Jahr 1988 erfolgte der Einzug der Kapuziner, nachdem das alte Gärtnerhaus renoviert und zum Kapuzinerhaus umgebaut worden war.
1994 konnte der Tierpark gebaut und eröffnet werden. Im Jahr 2002 wurde das neue Wohnhaus „Haus am Rank“ eröffnet, im Jahr 2003 erfolgte schliesslich die Eröffnung des öffentlichen Restaurants  „JoJo“, Neugestaltung des Areals sowie Neubau der Heilpädagogischen Schule.
Zum Ende 2019 wurden im Bereich Heilpädagogische Schule/Wohnen für Kinder 111 Kinder betreut. Die Zahl betreuter Erwachsener betrug 79. Wirtschaftlich erreichte die Stiftung 2019 bei einem Umsatz von etwa 31 Millionen Franken einen Überschuss von rund 698'000 Franken.
Der ehemalige Zentralbau wurde von 2022-2024 umgebaut und im Jahr 2025 als Haus Allegra wiedereröffnet. 
Die COVID-19-Pandemie beeinflusste die Arbeit der Stiftung stark. Besondere Auswirkungen hatten die pandemiebedingten Einschränkungen auf Bereiche wie die Physio- und Ergotherapie sowie auf die heilpädagogische Arbeit. Mindestens bis zum Spätherbst 2020 konnte durch Schutzmaßnahmen jedoch verhindert werden, dass Klienten oder Mitarbeiter infiziert wurden.